# Alexander Zahlbruckner
Alexander Zahlbruckner ( Svätý Jur, Eslovaquia, 1860-1938 ) fue un botánico, micólogo y liquenólogo austríaco.

## Vida profesional
Nieto del botánico austríaco, Johann Babtist Zahlbruckner (1782–1850), muy conocido en su época, Alexander Zahlbruckner termina sus estudios en la facultad de Filosofía de Viena en 1883. Su tesis doctoral condensó sus observaciones sobre las lenticelas, una especie de poros que encontró en la superficie de ciertos órganos de las plantas vasculares. Ese mismo año, acepta a título benévolo la responsabilidad del Herbario de plantas vasculares del Museo de Historia Natural de Viena. Será asistente científico en ese establecimiento en 1886 y más tarde será nombrado curador, de segunda clase (1900), y luego de primera clase en 1912. A los 62 años, en 1922, se verá obligado a retirarse debido a la desastrosa situación económica de Austria después de la Primera Guerra Mundial.

## Como liquenólogo
Su interés por los líquenes llega rápidamente desde que publicó cuatro artículos en ese campo en 1885 y en 1886. Posteriormente, su trabajo científico se dedicará por completo a dicho grupo.
Su primer centro de interés fue la florística : estudios de naturaleza bibliográfica e inventario de las especies de líquenes de las regiones vecinas de su lugar natal y de residencia : Eslovaquia, Baja Austria, Bosnia, Herzegovina, Ducado de Estiria, y los Balcanes.
Se mantuvo durante toda su vida con ese tipo de investigación, gran parte de su actividad científica pronto se metió en la taxonomía: descripción de nuevas especies, estudios centrados sobre ciertos géneros o familias, preocupaciones sobre clasificaciones. Hilando fino, elaboró un nuevo sistema de clasificación de líquenes en base sobre todo con las ideas de Edvard August Vainio (1853-1929), ese gran liquenólogo finés quien fue el primero en indicar claramente que considerar a los líquenes como setas «liquenizadas», es decir, no se diferencian de otros hongos más que por la simbiosis que anudan con las algas o con las cianobacterias. Los trabajos y en particular la clasificación de Zahlbruckner jugaron probablemente un rol mayor en la aceptación de esas ideas por la comunidad de especialistas, incluso si el sistema fuese un grupo de líquenes en su propio derecho, cerca de las setas. Al inicio del siglo XX, sus trabajos comenzaron a poner la clasificación de los líquenes a escala mundial.
De 1903 a 1907 publica una serie de revisiones de géneros y de familias en la célebre Die natürlichen Pflanzenfamilien ("Las familias naturales de plantas") en 32 volúmenes editados por Adolf Engler y Karl Prantl. Editada en 1926, la segunda edición revisada de ese trabajo seguiría siendo la referencia de la mayoría de los especialistas por casi medio siglo.
A partir de 1916 — ahora de 56 años — emprende una obra monumental: la redacción de un catálogo de todas las especies conocidas de líquenes, que contendría todas las referencias relativas. El primer volumen de su Catalogus Lichenum Universalis sale en dos partes en 1921 y en 1922. Nueve otros volúmenes serían editados durante su vida. El décimo y último volumen aparece en 1940, dos años luego de su deceso. y se reeditaría en 1951.

## Algunas publicaciones[1]
- 1886–1927 – Beiträge zur Flechtenflora Nieder-Osterreichs LIBRIS 11703698
- 1886–1934 – Opuscula LIBRIS 11706085
- 1890 – Prodromus einer Flechtenflora Bosniens und der Hercegovina LIBRIS 11691315
- 1892–1940 – Referate: Flechten LIBRIS 11706053
- 1893–1926 – Flechten LIBRIS 11706026
- 1894–1932 – Schedae ad "Kryptogamas exsiccatas" LIBRIS 10602553
- 1895 – Materialen zur Flechtenflora Bosniens und der Hercegovina LIBRIS 11696657
- 1901–1915 – Flechten LIBRIS 11705223
- 1901–1919 – Vorabreiten zu einer flechtenflora Dalmatiens LIBRIS 11703708
- 1903–1936 – Flechten LIBRIS 11706074
- 1907 – Die Flechten der Samoa-Inseln LIBRIS 11691403
- 1909 – Lichenes (Flechten) LIBRIS 11696670
- 1911–1933 – Lichenes exotici LIBRIS 11706064
- 1917 – Die Flechten: Mitgeteilt am 25.Okt. 1916 LIBRIS 3197727
- 1917 – Botanische Ergebnisse der Schwedischen Expedition nach Patagonien und dem Feuerlande 1907-1909 LIBRIS 10328306
- 1921–1940 – Catalogus lichenum universalis LIBRIS 3332617
- 1930 – Symbolae Sinicae LIBRIS 10292916
- 1933 – L'opera lichenologica di Abramo Massalongo tillsammans med Giovanni Battista De Toni LIBRIS 10399346
- 1941 – Lichenes Novae Zelandiae LIBRIS 11682709

## Honores

### Eponimia
Especies
- (Asteraceae) Tanacetum zahlbruckneri (Nábělek) Grierson[2]
- La abreviatura «Zahlbr.» se emplea para indicar a Alexander Zahlbruckner como autoridad en la descripción y clasificación científica de los vegetales.[3]